# مقياس أغاتستون
في مجال طب القلب التشخيصي، حرز أغاتستون أو مقياس أغاتستون هو مقياس للكالسيوم في تصوير كالسيوم الشرايين التاجية الطبقي المبرمج، وقد سمي بهذا الاسم نسبة إلى مطوره الدكتور آرثر أغاتستون.
يُعد مقياس أغاتستون نتاج أعمال كُل من أغاتستون وجانوويتز الأستاذين بكلية الطب جامعة ميامي، ويرجع ظهوره إلى ثمانينيات القرن العشرين. استند العمل الأصلي إلى التصوير المقطعي المحوسب بالحزم الإلكترونية (المعروف أيضًا باسم التصوير المقطعي المحوسب فائق السرعة أو التصوير المقطعي المحوسب بالحزم الإلكترونية فائق السرعة). تُحسَب النتيجة باستخدام قيمة تقريبية تُسنَد إلى أعلى كثافة للتكلس في شريان تاجي محدد. تُقاس الكثافة بوحدات هاونسفيلد، إذ تُعطى درجة واحدة للكثافة بين 130-199 وحدة هاونسفيلد، ودرجتان للكثافة بين 200-299 وحدة هاونسفيلد، و3 درجات للكثافة بين 300-399 وحدة هاونسفيلد، و4 درجات للكثافة 400 وحدة هاونسفيلد أو أكثر. ثم تُضرَب هذه النتيجة المرجحة في مساحة منطقة التكلس التاجي (تُقاس بالمليمتر المربع). على سبيل المثال، تبلغ مساحة «بقعة» تكلس تاجي في الشريان الأمامي النازل الأيسر 4 مليمترات مربعة، وتبلغ ذروة كثافتها 270 وحدة هاونسفيلد؛ النتيجة هي 8 (4 ملم2 × درجة تقريبية مقدارها 2). تبلغ سماكة شرائح التصوير المقطعي للقلب 3 مليمترات وبمتوسط 50-60 شريحة تقريبًا من فوهات الشريان التاجي وصولًا إلى الجدار السفلي للقلب. تُجمَع درجات الكالسيوم لكل تكلس في كل شريان تاجي لجميع الشرائح المقطعية المأخوذة لإعطاء درجة الكالسيوم الكلية في الشريان التاجي (حرز كالسيوم الشريان التاجي).
هناك العديد من التباينات في حساب حرز أغاتستون، بما في ذلك حساب حرز الكالسيوم على أساس الكتلة، أو على أساس الحجم، أو حسب الإصابة.
أُدخلت تحسينات حديثة إلى طرق قياس نسبة الكالسيوم من أجل فتح المجال أمام جمع المزيد من المعلومات المرتبطة بتشكل لويحة الشريان التاجي. أظهرت طريقة قياس نسبة الكالسيوم عبر قياس الآفات تفوقًا على مقياس أغاتستون.